# Karlis Huns
Karlis Jekabs Vilhelms Huns (Karl Huhn, Карл Федорович Гун) (Sissegal, Livónia, 1831. november 13. – Davos, 1877. január 28.) balti német származású lett festő, grafikus és tanár. A lett történelmi festészet úttörője, és a 19. század egyik legjelentősebb balti művésze volt.

## Élete
Huns Rigában, az evangélikus templom iskolájában tanult.1850-ben Szentpétervárra költözött, és Wilhelm Pape litográfusnál végzett grafikus munkákat. 1852-ben felvételt nyert a Cári Művészeti Akadémiára. A klasszikus kompozíció hagyományait és az aprólékosan kidolgozott portrék festését mesterétől, Pjotr Vasziljevics Baszintől sajátította el. Akadémiai évei alatt készült a Valmierashoz közeli Kocēni (1855). 1860-ban kis aranyérmet nyert az Olimpiai játékok 1861-ben nagy aranyéremmel díjazták Litvániai Szofija leleplezi Kancsal Vaszilijt II. Vaszilij esküvőjén című festményét, amely felfedte tehetségét. Az orosz történelem régmúlt eseményét festette meg drámai történelmi jelenetben, pszichológiailag aktív figurákkal, a ruhák és a helyszín részletes ábrázolásával. 1861-ben Vaszilij Vasziljevics Verescsaginnek segített a jelabugai templom ikonosztázának festésében.
A Cári Földrajzi Társaság megbízásából a Kirovi területre és Kazanyba utazott, hogy megörökítse az ott élők nemzeti viseletét, szokásait. Ezeknek a rajzoknak és festményeknek egy része megjelent Théodore de Pauly Oroszország népeinek etnográfiai leírása című művében, 1862-ben.
1863-ban ösztöndíjjal külföldre utazott. Lipcse, Prága, Drezda és München után Párizsban alkotott. A Louvre-ban tanulmányozta a nagy mesterek műveit, a színek keverése és a perspektíva érdekelte. Tiziano, Tintoretto és Velasquez hatottak festészetére. Többször kiállított a Salonon (Szent Bertalan éjszakája 1868, Beteg gyermek 1869, Szent Bertalan éjszakájának jelenete és Cigánylány dobbal 1870). 1870-ben Normandiában és Brüsszelben élt. 1871–74 között a Cári Művészeti Akadémia tanáraként működött. Kiállított Londonban (Second Annual International Exhibition 1872), Bécsben (Weltausstellung 1873), Párizsban a világkiállításon (Exposition Universelle, 1878). 1874-ben feleségül vette Ippolit Monigetti svájci származású orosz építész lányát, és még abban az évben tuberkulózisban megbetegedett. Külföldön keresett gyógyulást. Davosban hunyt el. Kívánsága szerint Madliena  (Ogre) temetőjében helyezték örök nyugalomra.

## Képek

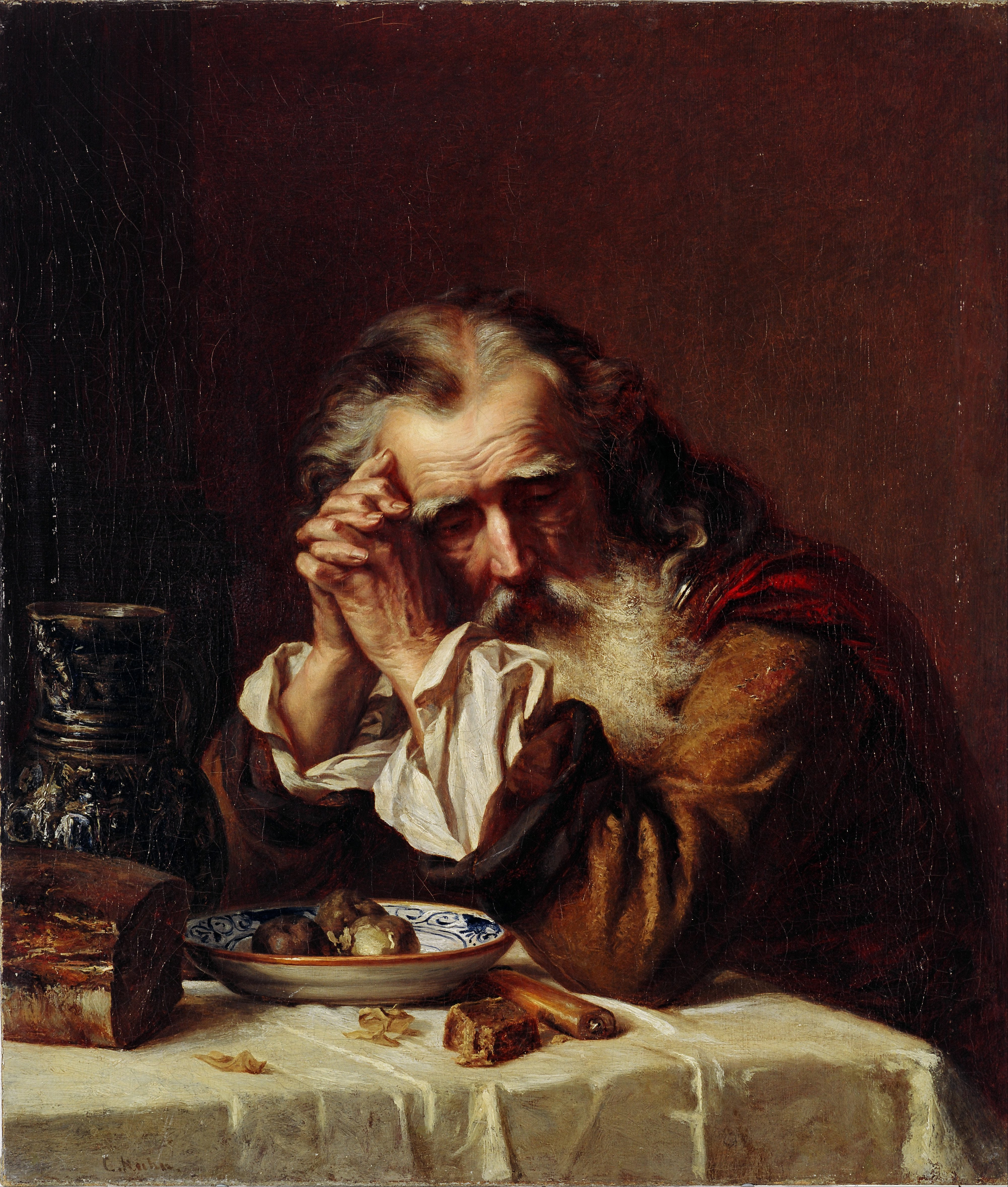
Idős férfi portréja
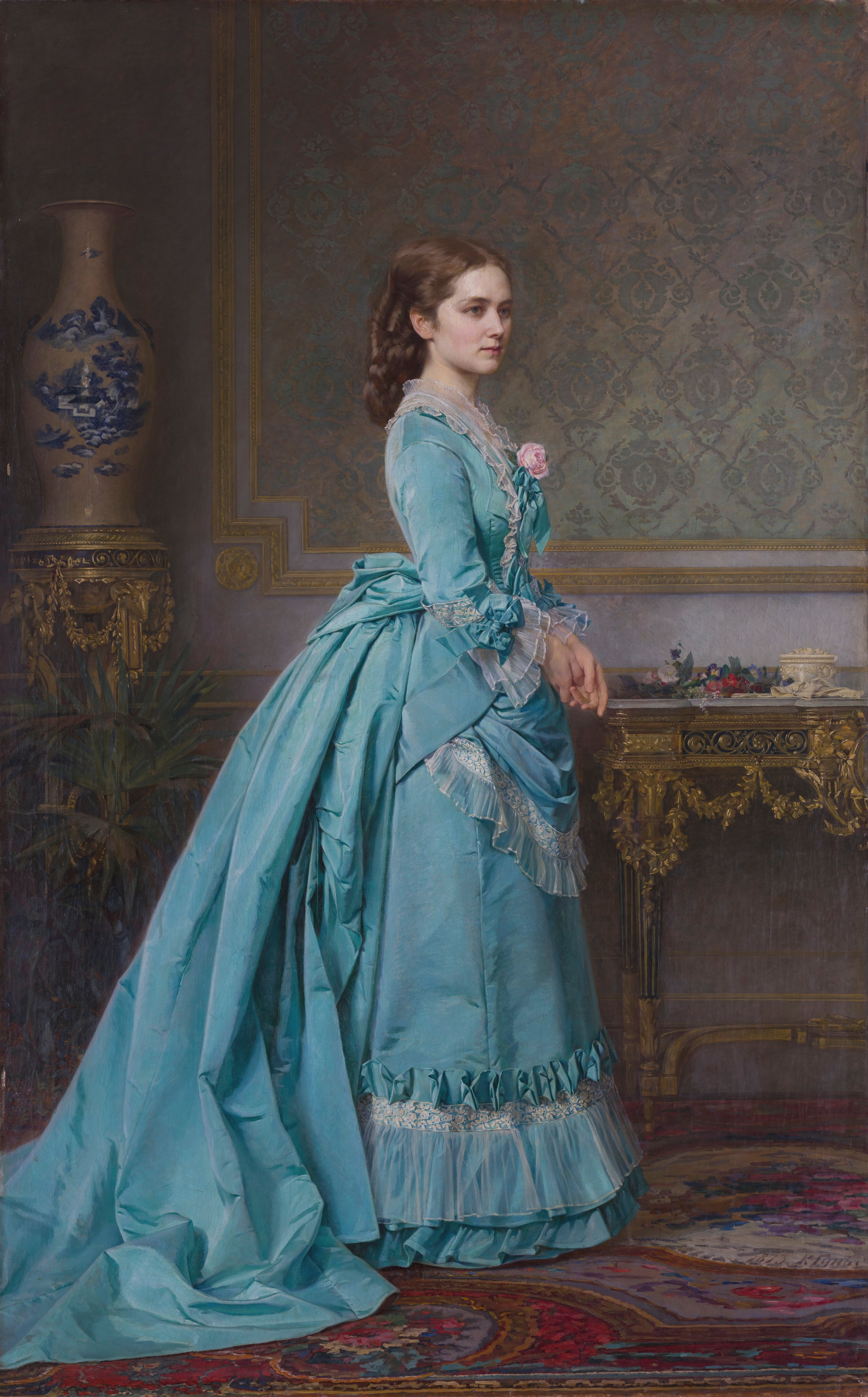
V. Szoldatenkova
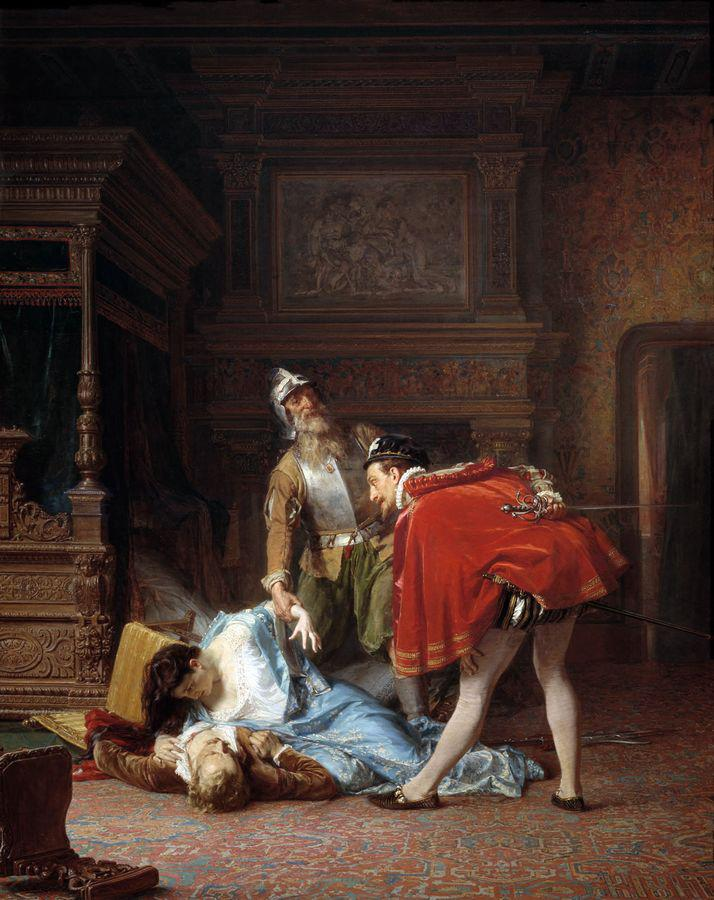
Szent Bertalan éjszakájának jelenete
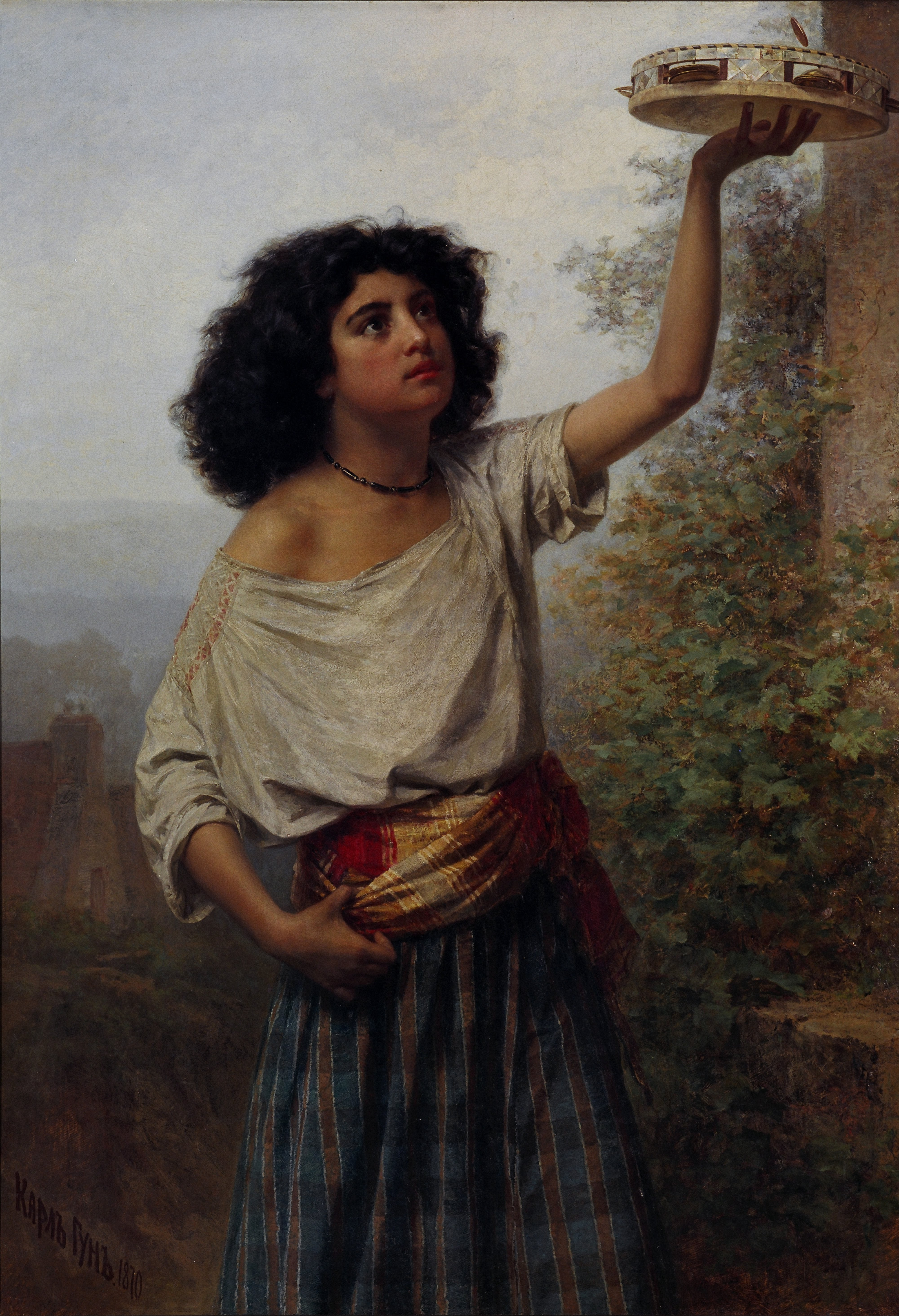
Cigánylány dobbal